# Abraham Gijsbertus Verster
Pour les articles homonymes, voir Verster.
Abraham Gijsbertus Verster, né le 31 janvier 1751 à Bois-le-Duc et mort le 7 octobre 1848 à Diepenveen, est un homme politique néerlandais.

## Biographie
Issu d'une famille de régents brabançons, Verster fonde une fabrique de tapis et rideaux à Amsterdam en 1785. Il y fréquente les milieux patriotes et en devient rapidement l'un des meneurs. 
Quand la Révolution batave éclate en 1795, il entre à la municipalité d'Amsterdam, dont il est élu député à la première Assemblée nationale batave le 27 janvier 1796. Il y est remarqué par son éloquence et ses idées fédéralistes. Il préside l'Assemblée du 14 au 28 novembre 1796. La même année, il est codirecteur du journal Amsterdamsche Courant.
Rentré à Amsterdam après un an passé à La Haye, Verster retrouve son entreprise en difficultés et il se retire de la vie politique. Il est choisi par les électeurs de Zutfen le 2 août 1797 puis de Doetinchem le 11 octobre suivant ; deux élections qu'il décline et qui témoigne de l'estime de ses compatriotes. Il fait brièvement partie de la municipalité d'Amsterdam à partir du 9 janvier 1798 mais démissionne le 15 mars suivant, peu de temps après le coup d'État unitariste de Pieter Vreede.